# Neopaxillus echinosporus
Neopaxillus echinosporus är en svampart som beskrevs av Singer 1948. Neopaxillus echinosporus ingår i släktet Neopaxillus och familjen Serpulaceae.   Inga underarter finns listade i Catalogue of Life.